# تعليم إرشادي
التعليم الإرشادي (اختصارًا CE) هو نظام تعليمي تم ابتكاره خصيصًا للأطفال والبالغين الذين يعانون من اضطرابات حركية للجذر العصبي مثل الشلل الدماغي.
يعتمد التعليم الإرشادي على أساس أن الشخص الذي يعاني اضطرابًا حركيًا قد لا يكون لديه فقط حالة طبية تستدعي العلاج، ولكن قد يكون في كثير من الأحيان لديه مشكلة كبيرة في التعلم تتطلب أسلوب تعليم خاصًا. وربما يعود السر لانتشار التعليم الإرشادي في جميع أنحاء العالم في جزء كبير منه إلى دعم العائلات التي يبدو أنها فقدت الثقة في النظم العلاجية القائمة. وتعتبر هذه العائلات أن التعليم الإرشادي يعكس احتياجاتهم بشكل فعال ومؤثر. وبسبب النجاحات التي حققها التعليم الإرشادي والاهتمام به، بدأ علماء آخرون دراسة نهج التعليم الإرشادي. ومع ذلك لم تكن الدراسات البحثية حول كفاءة التعليم الإرشادي حاسمة.

## أصول التعليم الإرشادي
تعود أصول التعليم الإرشادي إلى أعمال الأستاذ أندراس بيتو (András Pető).

## المبادئ الرئيسية للتعليم الإرشادي

### الطفل هو كلٌ لا يتجزأ
تعيق التأثيرات الضارة للإصابة في المخ التنمية المتكاملة للطفل، ولذلك يفضل ممارسو التعليم الإرشادي العلاج الذي يعتبر الفرد كلّا لا يتجزأ ويقدم حلاً شاملاً وتدخلاً متكاملاً. وتعني كلمة «متكامل» أن كل شيء في الحياة والأداء الكلي للفرد والتطور الشخصي والتنظيم الاجتماعي يُنظر إليه على أنه مترابط ومتصل ومتعدد المستويات ومتفاعل ومتماسك. وتدعم فكرة «الشمولية» النظام الذي يعتقد بيتو من خلاله أن الأطفال الذين يعانون من الاضطرابات الحركية سوف يستفيدون منه.

### التعليم الإرشادي يستهدف الشخصية بالكامل
كتب ألبورت أن «الشخصية هي المنظومة الديناميكية داخل الفرد لتلك النظم النفسية والجسدية التي تحدد خصائصه وسلوكه وفكره». وهذا التعريف يعني أن الشخصية ليست مجرد مجموع الصفات، واحدة تُضاف إلى الأخرى، ولكن الصفات المختلفة تُجمع معًا في علاقة خاصة إلى الكل. وكلمة ديناميكي تعني أن شخصية الفرد في تطور وتغيير مستمر. وهناك تغييرات في التنظيم الهيكلي تتأثر بمفهوم الذات من وقت لآخر ومن موقف لآخر.
يحاول التعليم الإرشادي تكوين شخصيات الأطفال المعاقين تدريجيًا بطريقة مناسبة لأعمارهم. في نظام بيتو، لا يعتبر الفرد متلقيا للعلاج، فهو/هي مشارك نشط في عملية التعلم. ويُنظر إلى التعليم الإرشادي على أنه شراكة بين المعلم والمتعلمين لتهيئة ظروف تعلم مناسبة - فهو عملية تعلم على مدار اليوم

### النشاط والهدف
أكد بيتو أن استعادة عملية التعلم المتقطعة غير ممكنة دون المشاركة الفعالة للفرد، وبالتالي فإن التمارين أو الأساليب السلبية لا يمكن أن تعمل على تغيير أو تحسين المرحلة الوظيفية للفرد.

### الاستمرارية والاتساق
في التعليم الإرشادي، تعد الاستمرارية لازمة لتعزيز مهارة جديدة. وتعتبر فرصة استخدام نفس المهارة للقيام بالعديد من المهام المختلفة من الفرص المهمة أيضًا. ويتعين على النظام توفير الإمكانيات اللازمة للأطفال لممارسة المهارات الناشئة ليس فقط في حالات تعلم محددة ولكن أيضًا في العديد من مواقف الربط البيني والمواقف المتداخلة التي تتكون منها الحياة. ولتحقيق ذلك، يحول التعليم الإرشادي أي جزء من يوم الطفل إلى حالة تعلم.

### التعليم الإرشادي نموذج متعدد التخصصات
لتوفير العلاج الموحد، يعتقد بيتو أنه من الأهمية بمكان أن تتدرب مجموعة المهنيين المسؤولين عن البرنامج على نفس الفلسفة والممارسة ذات الصلة. وبدلاً من اتباع نهج متعدد التخصصات، طبق بيتو نموذجًا متعدد التخصصات حيث تكون مجموعة واحدة من المهنيين المدربين تدريبًا خاصًا هي المسؤولة عن تخطيط وتنفيذ العملية بأكملها.

## مكونات التعليم الإرشادي
يتكون نظام بيتو من العديد من الجوانب المترابطة. وفي حين أنه يمكن تحديد عناصر هذا النظام وتحليلها، لا يُمكن أن تستخدم هذه العناصر بشكل منفصل عن بعضها. ويعتقد المعلمون الإرشاديون أن التعليم الإرشادي يعمل فقط كنظام موحد وليس كنظام مركب أو مدمج.
التعليم الإرشادي كنظام يتكون من ستة عناصر رئيسية: المجموعة، التبسيط، الروتين اليومي، التصميم الإيقاعي، سلسلة المهام، المرشد.

## البحوث
تم تقييم التعليم الإرشادي فقط في دراسات قليلة محكمة ركزت بشكل رئيسي على التقدم في المهارات الحركية، وقد قورنت الطريقة المستخدمة بالعلاج الطبيعي التقليدي. وفشلت هذه الدراسات في إثبات تفوق التعليم الإرشادي. ولم يكن هناك أي فحص علمي للنجاح على المدى الطويل أو فعالية التكلفة.
وخلصت المراجعة التي تضمنت دراسات غير مصممة بشكل جيد إلى أن البحوث المنشورة لم تقدم دليلاً قاطعًا مع التعليم الإرشادي أو ضده، وأن العدد المحدود من الدراسات الفقيرة فنيًا خلص إلى عدم إمكانية التوصل إلى عملية صنع قرار خالصة حول التعليم الإرشادي تعتمد على الأدلة.